# Klippmarkkrypare
Klippmarkkrypare (Ochetorhynchus andaecola) är en fågel i familjen ugnfåglar inom ordningen tättingar.

## Utbredning och systematik
Arten förekommer från Anderna i västra Bolivia till nordvästra Argentina och närliggande norra Chile. Den behandlas som monotypisk, det vill säga att den inte delas in i några underarter.

## Status
IUCN kategoriserar arten som livskraftig.